# Манабе Кадзушіто
Манабе Кадзушіто (12 жовтня 1958) — японський важкоатлет.
Бронзовий призер Олімпійських Ігор 1984 року в найлегшій вазі, учасник 1988 року.
Переможець Азійських ігор 1982 року в найлегшій вазі, срібний призер 1986 року в найлегшій вазі.
Бронзовий призер Чемпіонату світу 1981 (найлегша вага), 1984 (найлегша вага) років.